# Таддеус Янг
Таддеус Чарлз Янг (старший) (англ. Thaddeus Charles Young Sr.; нар. 21 червня 1988, Новий Орлеан, Луїзіана, США) — американський професіональний баскетболіст, важкий форвард команди НБА «Торонто Репторз».

## Ігрова кар'єра
На університетському рівні грав за команду Джорджия Тек (2006–2007). 
2007 року був обраний у першому раунді драфту НБА під загальним 12-м номером командою «Філадельфія Севенті-Сіксерс». Професійну кар'єру розпочав 2007 року виступами за тих же «Філадельфія Севенті-Сіксерс», захищав кольори команди з Філадельфії протягом наступних 7 сезонів.
Взимку 2009 року взяв участь у матчі новачків проти гравців, які грають два роки під час зіркового вікенду.
7 березня 2010 року провів найрезультативнішу гру в кар'єрі, набравши 32 очки в матчі проти «Торонто Репторз». У сезоні 2013-2014 зайняв третє місце у списку гравців з найбільшою кількістю перехоплень.
З 2014 по 2015 рік грав у складі «Міннесота Тімбервулвз».
2015 року перейшов до «Бруклін Нетс» в обмін на Кевіна Гарнетта. У складі команди з Брукліна провів наступний сезон своєї кар'єри.
Наступною командою в кар'єрі гравця була «Індіана Пейсерз», куди був обміняний на драфт-права на Каріса Леверта та за яку він відіграв 3 сезони.
2019 року став гравцем «Чикаго Буллз». 
11 серпня 2021 року разом з Аль-Фарук Аміну та кількома драфт-піками був обміняний до «Сан-Антоніо» на Демара Дерозана.
10 лютого 2022 року перейшов до складу «Торонто Репторз».

## Статистика виступів

### Регулярний сезон
| Сезон             | Команда                       | GP    | GS  | MPG  | FG%  | 3P%  | FT%  | RPG | APG | SPG | BPG | PPG  |
| ----------------- | ----------------------------- | ----- | --- | ---- | ---- | ---- | ---- | --- | --- | --- | --- | ---- |
| 2007–08           | «Філадельфія Севенті-Сіксерс» | 74    | 22  | 21.0 | .539 | .316 | .738 | 4.2 | .8  | 1.0 | .1  | 8.2  |
| 2008–09           | «Філадельфія Севенті-Сіксерс» | 75    | 71  | 34.4 | .495 | .341 | .735 | 5.0 | 1.1 | 1.3 | .3  | 15.3 |
| 2009–10           | «Філадельфія Севенті-Сіксерс» | 67    | 45  | 32.0 | .470 | .348 | .691 | 5.2 | 1.4 | 1.2 | .2  | 13.8 |
| 2010–11           | «Філадельфія Севенті-Сіксерс» | 82    | 1   | 26.1 | .541 | .273 | .707 | 5.3 | 1.0 | 1.1 | .3  | 12.7 |
| 2011–12           | «Філадельфія Севенті-Сіксерс» | 63    | 1   | 27.9 | .507 | .250 | .771 | 5.2 | 1.2 | 1.0 | .7  | 12.8 |
| 2012–13           | «Філадельфія Севенті-Сіксерс» | 76    | 76  | 34.6 | .531 | .125 | .574 | 7.5 | 1.6 | 1.8 | .7  | 14.8 |
| 2013–14           | «Філадельфія Севенті-Сіксерс» | 79    | 78  | 34.4 | .454 | .308 | .712 | 6.0 | 2.3 | 2.1 | .5  | 17.9 |
| 2014–15           | «Міннесота Тімбервулвз»       | 48    | 48  | 33.4 | .451 | .292 | .682 | 5.1 | 2.8 | 1.8 | .4  | 14.3 |
| 2014–15           | «Бруклін Нетс»                | 28    | 20  | 29.6 | .495 | .380 | .606 | 5.9 | 1.4 | 1.4 | .3  | 13.8 |
| 2015–16           | «Бруклін Нетс»                | 73    | 73  | 33.0 | .514 | .233 | .644 | 9.0 | 1.8 | 1.5 | .5  | 15.1 |
| 2016–17           | «Індіана Пейсерз»             | 74    | 74  | 30.2 | .527 | .381 | .523 | 6.1 | 1.6 | 1.5 | .4  | 11.0 |
| 2017–18           | «Індіана Пейсерз»             | 81    | 81  | 32.2 | .487 | .320 | .598 | 6.3 | 1.9 | 1.7 | .4  | 11.8 |
| 2018–19           | «Індіана Пейсерз»             | 81    | 81  | 30.7 | .527 | .349 | .644 | 6.5 | 2.5 | 1.5 | .4  | 12.6 |
| 2019–20           | «Чикаго Буллз»                | 64    | 16  | 24.9 | .448 | .356 | .583 | 4.9 | 1.8 | 1.4 | .4  | 10.3 |
| 2020–21           | «Чикаго Буллз»                | 68    | 23  | 24.3 | .559 | .267 | .628 | 6.2 | 4.3 | 1.1 | .6  | 12.1 |
| 2021–22           | «Сан-Антоніо Сперс»           | 26    | 1   | 14.2 | .578 | .000 | .455 | 3.6 | 2.3 | .9  | .3  | 6.1  |
| 2021–22           | «Торонто Репторз»             | 26    | 0   | 18.3 | .465 | .395 | .481 | 4.4 | 1.7 | 1.2 | .4  | 6.3  |
| Усього за кар'єру | Усього за кар'єру             | 1,085 | 711 | 29.3 | .502 | .332 | .663 | 5.8 | 1.8 | 1.4 | .4  | 12.8 |

### Плей-оф
| Сезон             | Команда                       | GP | GS | MPG  | FG%  | 3P%  | FT%  | RPG | APG | SPG | BPG | PPG  |
| ----------------- | ----------------------------- | -- | -- | ---- | ---- | ---- | ---- | --- | --- | --- | --- | ---- |
| 2008              | «Філадельфія Севенті-Сіксерс» | 6  | 6  | 26.7 | .480 | .200 | .857 | 4.5 | .7  | 1.2 | .0  | 10.2 |
| 2009              | «Філадельфія Севенті-Сіксерс» | 6  | 6  | 38.2 | .449 | .417 | .833 | 4.5 | 1.3 | 1.0 | .2  | 12.0 |
| 2011              | «Філадельфія Севенті-Сіксерс» | 5  | 0  | 25.4 | .417 | .000 | .583 | 5.8 | .8  | .8  | .2  | 11.4 |
| 2012              | «Філадельфія Севенті-Сіксерс» | 13 | 0  | 21.3 | .429 | –    | .710 | 5.2 | 1.2 | .5  | .5  | 7.7  |
| 2015              | «Бруклін Нетс»                | 6  | 6  | 31.7 | .439 | .000 | .417 | 7.2 | 2.7 | .8  | .2  | 10.5 |
| 2017              | «Індіана Пейсерз»             | 4  | 4  | 35.0 | .538 | .250 | .500 | 9.0 | 2.5 | 2.0 | .3  | 12.0 |
| 2018              | «Індіана Пейсерз»             | 7  | 7  | 33.9 | .600 | .286 | .385 | 7.7 | 1.4 | 1.7 | .9  | 11.3 |
| 2019              | «Індіана Пейсерз»             | 4  | 4  | 32.5 | .429 | .250 | .571 | 7.0 | 3.8 | 2.8 | .8  | 10.5 |
| 2022              | «Торонто Репторз»             | 6  | 0  | 14.5 | .500 | .143 | .250 | 3.0 | 1.7 | .8  | .2  | 3.3  |
| Усього за кар'єру | Усього за кар'єру             | 57 | 33 | 27.7 | .468 | .250 | .606 | 5.8 | 1.6 | 1.1 | .4  | 9.5  |